# 蒙戈·貝蒂
亞里山大·比伊迪（法語：Alexandre Biyidi Awala，1932年6月30日—2001年10月8日），筆名蒙戈·貝蒂（法語：Mongo Beti），喀麥隆小说家，现代非洲文学的代表作家之一。比伊迪出生於姆巴爾馬約附近的一個小村落，自小又母親帶大，1951年到法國巴黎留學。1953年開始寫作，1954年出版處女作《殘酷的城市》，之後陸續出版十餘本小說，同時擔任教職。1994年，他退休後回到喀麥隆經營書店，同時支持反對派領袖約翰·弗呂·恩迪。2001年10月1日，他在雅溫得發病，數日後轉送到杜阿拉就醫，但最終於10月8日不治。